# فرودگاه نادرگل
فرودگاه نادرگل (به انگلیسی: Nadirgul Airport) یک فرودگاه همگانی است که یک باند فرود سنگفرش دارد و طول باند آن ۹۱۴٫۴ متر است. این فرودگاه در شهر حیدرآباد (هند) کشور هند قرار دارد و در ارتفاع ۵۵۱٫۹ متری از سطح دریا واقع شده‌است.